# Ippen
Ippen Shōnin (jap. 一遍上人; ur. 1239, zm. 1289) – japoński mnich buddyjski, założyciel szkoły Ji-shū, będącej odłamem Szkoły Czystej Krainy.

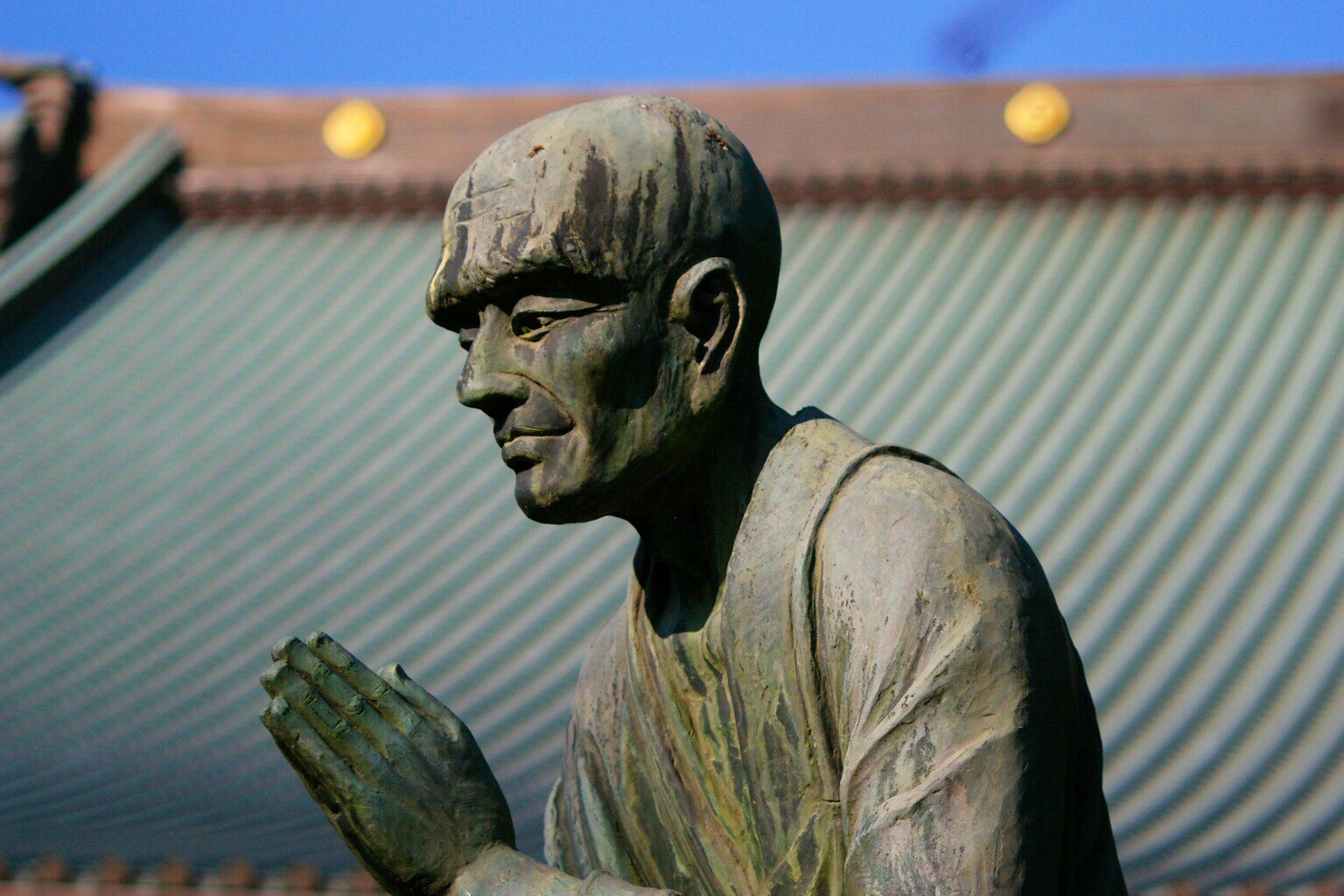
Pomnik Ippena przed świątynią Shōjōkō-ji w Fujisawie

Urodził się w Iyo na wyspie Sikoku, na terenie obecnej prefektury Ehime. W młodości studiował nauki szkoły tendai w klasztorze Enryaku-ji na górze Hiei. Znany był wówczas pod imieniem Zuien (随縁). Później przeniósł się do Dazaifu na wyspie Kiusiu, gdzie pod wpływem nauk Shōtatsu Shōnina został w 1251 roku wyznawcą amidystycznej szkoły Jōdo-shū. Po śmierci ojca w 1263 roku porzucił stan duchowny i ożenił się, w 1274 roku ponownie wstąpił jednak do klasztoru Shitennō-ji w Osace. W 1276 roku przybrał imię Ippen i założył własną szkołę (Ji-shū). Odtąd prowadził żywot wędrownego kaznodziei i wędrował po różnych zakątkach Japonii, propagując wśród ludności kult Buddy Amidy, szczególnie przyzywanie jego zbawczego imienia (praktyka nembutsu).